# Draconarius infulatus
Draconarius infulatus är en spindelart som först beskrevs av Wang et al. 1990.  Draconarius infulatus ingår i släktet Draconarius och familjen mörkerspindlar. Inga underarter finns listade i Catalogue of Life.